# Kidush

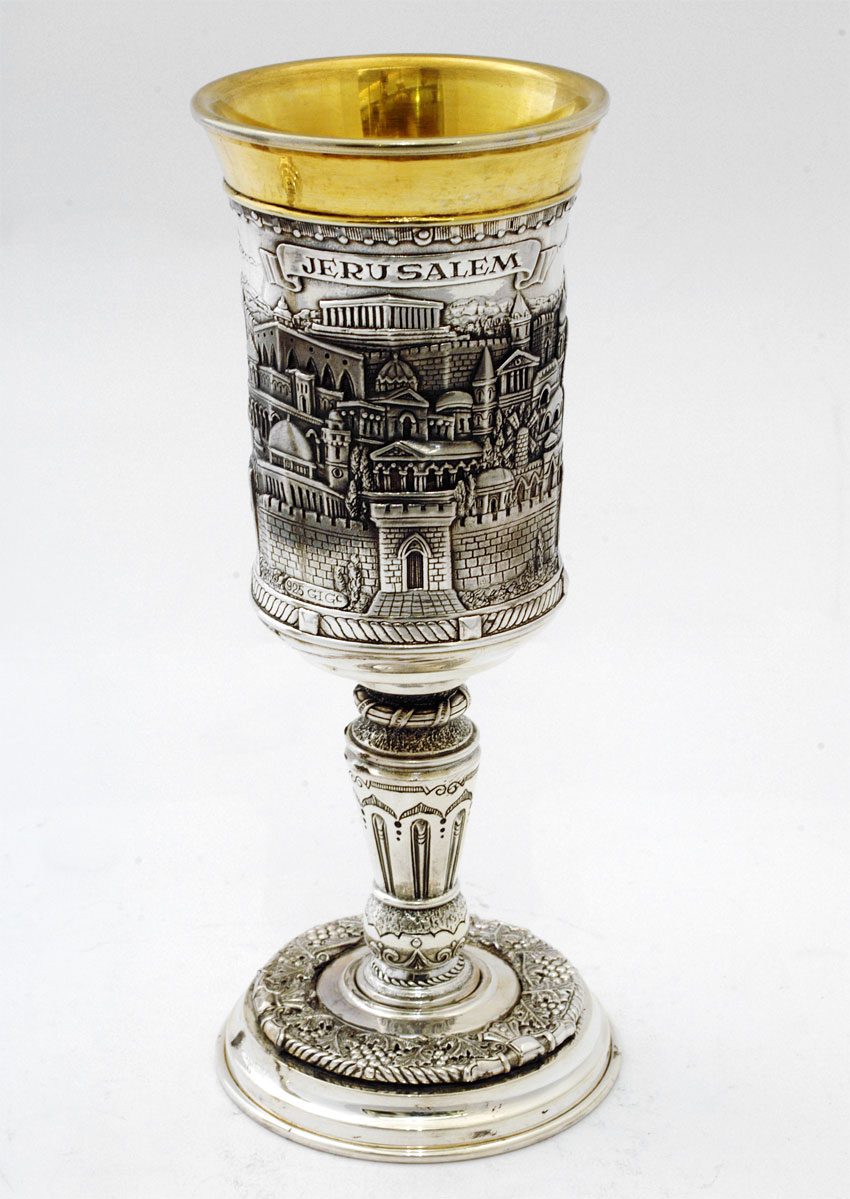
Copo de kidush gravado em prata esterlina

Não confundir com Kadish ou Kedushá.
Kiddush (em hebraico:  קידוש, literalmente, "santificação") é a bênção recitada sobre o vinho ou suco de uva para santificar o Shabat (também chamado de Shabbos pelos Ashkenazim ou falantes de Yiddish) ou uma festa judaica.                                                       
Essa bênção é feita durante um dos mais importantes momentos do Shabat, o Leil Shabat (em hebraico: ליל שבת, literalmente, "Noite do Shabat") que é por alguns chamado de "Shabbos Nakht" (em Yiddish: שבת נאכט, que também significa "Noite do Shabat").  A Torá se refere a dois requerimentos referentes ao Shabat - "guardá-lo" e "lembrá-lo" ou "honrar" (shamor e zachor). A Lei judaica portanto requere que o Shabat seja observado em dois aspectos. Uma pessoa deve "guardá-lo" se abstendo das trinta e nove atividades proibidas nas leis orais (que foram escritas) e mais algumas que diferem de grupo para grupo, como por exemplo, o uso da eletricidade ou qualquer coisa que abrigue energia elétrica. E para "lembrá-lo" a pessoa deve fazer arranjos/rezas ou cerimônias especiais para o dia, e, especificamente, através da cerimônia de kidush. 
O termo Kiddush também é usado para se referir a refeição cerimonial servida em uma sinagoga após a recitação do kiddush na conclusão dos serviços. 
Nela são servidas bebidas (em principal, vinho e cerveja) e em muitas vezes bolos, biscoitos, e peixe.